# 제50회 카를로비바리 국제 영화제
제50회 카를로비바리 국제 영화제는 2015년 7월 3일에 열린 시상식이다.

## 수상 및 후보

### 대상(장편)
- 밥 앤 더 트리즈 - 디에고 옹가로 수상

### 심사위원특별상(장편)
- 도즈 후 폴 해브 윙스 - 피터 브루너 수상

### 감독상(장편)
- 바바이 - 비사르 모리나 수상

### 여우주연상(장편)
- 홈 케어 - 알레나 미훌로바 수상

### 남우주연상(장편)
- 더 스네이크 브라더스 - 크리스토프 하덱 수상

### 심사위원특별언급(장편)
- 안토니아 - 페르디난도 시토 필로마리노 수상
- 더 매직 마운틴 - 안카 다미안 수상

### 다큐멘터리상(30분이하)
- 하얀 전쟁 - 로베르토 콜리오 수상

### 다큐멘터리상(30분이상)
- 말로리 - 헬레나 트레슈티코바 수상

### 심사위원특별언급(다큐멘터리)
- 더 파더 테입스 - 알베르트 마이슬 수상
- 우먼 인 싱크 - 아이리스 자키 수상

### East of the West부문(장편)
- 더 웬즈데이 차일드 - 릴리 호바스 수상

### East of the West부문(심사위원 특별언급)
- 더 월드 이스 마인 - 니콜라에 콘스탄틴 타나세 수상

### 관객상
- 유스 - 파올로 소렌티노 수상

### 비법정상
- 탄제린 - 션 베이커 수상

### 유럽영화상
- 박스 - 플로린 세르반 수상

### 에큐메니칼 심사위원상
- 바바이 - 비사르 모리나 수상

### 에큐메니칼 심사위원상 - 특별언급
- 밥 앤 더 트리즈 - 디에고 옹가로 수상

### FEDEORA상
- 송 오브 송스 - 에바 네이만 수상

### FEDEORA 특별언급상
- 헤븐리 노마딕 - 미르란 압디칼리코프 수상
- 더 웬즈데이 차일드 - 릴리 호바스 수상

### 영화제 위원장상
- 리차드 기어 수상

### 카를로비바리 상
- 이바 얀주로바 수상

### 공식부문-경쟁
- 골드 코스트 - 다니엘 덴식
- 헤일 - 디트리히 브뤼게만
- 더 레드 스파이더 - 마르신 코즈잘카
- 더 사운드 오브 트리스 - 프랑수아 펠로퀸

### 프록시마 경쟁
- 코자 - 이반 오스트로초브스키
- 소년 파르티잔 - 아리엘 클레이만
- 슬리핑 위드 아더 피플 - 레슬리 헤드랜드
- 설행 눈길을 걷다 - 김희정
- 스톱 - 김기덕
- 타임 아웃 오브 마인드 - 오렌 무버만
- 움리카 - 프라샨트 나이르

### 오픈아이즈부문
- 더스트 오브 더 그라운드 - 비트 자프레탈
- 키모 - 바르토슈 프로코포비즈
- 크롬 - 바이어 알리마니
- 아이비 - 톨가 카라셀릭
- 저니 투 롬 - 토마즈 미엘니크
- 노 매터 하우 하드 위 트라이드 - 그제고르즈 야르지나
- 수요일 04:45 - 알렉시스 알렉시우
- 유 캐리 미 - 이보나 주카
- 제로 - 기울라 네메스

### 다큐멘터리 경쟁부문
- The Ark in the Mirage - Yasutomo Chikuma
- Beyond Here - Hugo Bousquet
- David - Jan Tesitel
- Le dep - Sonia Bonspille Boileau
- 게릴라 - 앤더스 헤제리우스
- Hopefuls - Ives Rosenfeld
- 프린세스 - 탈리 샤롬-에저
- Shadow Behind the Moon - Jun Robles Lana
- 여행 - 파즈 파브레가
- 바이얼레이터 - 도도 도야오
- The Violators - Helen Walsh

### 수평선부문
- Amerika - Jan Foukal
- 캣츠 인 리가 - 욘 방 카를센
- Game Over - Alba Sotorra
- 호리존 - 에일린 호퍼
- I Am Belfast - 마크 코신스
- 아이스 롱 - 주앙 페드로 로드리게스 외1명
- 카세이 모텟 클라인, 버스 오브 언 액터 - 위르실라 메이에
- The Living Fire - Ostap Kostyuk
- Once Upon a Dream - 토니슬라브 흐리스토프
- 팔리오 - 코시마 스펜더
- Resort - Martin Hruby
- 23 Kilometres - Noura Kevorkian

### 독립영화 포럼부문- 알란 루돌프 헌정
- 어페림! - 라두 주데
- 셋이서 가자 - 제롬 보넬
- Body - Małgorzata Szumowska
- The Brand New Testament - 자코 반 도마엘
- 엘 5 드 타예레스 - 아드리안 비니에즈
- 더 클럽 - 파블로 라라인
- 법정 - 차이타니아 탐하네
- 더 드롭 - 마이클 R. 로스컴
- 더 하이 선 - 달리보 마타니치
- 굶주린 마음 - 사베리오 코스탄조
- 인히어런트 바이스 - 폴 토마스 앤더슨
- 랜드 앤 쉐이드 - 세자르 어구스토 에이스베도
- 라스트 썸머 - 레오나르도 구에라 세라그놀리
- 더 랍스터 - 요르고스 란티모스
- 더 메져 오브 어 맨 - 스테판 브리제
- 미시시피 그라인드 - 애너 보든 외1명
- 산허구런 - 지아장커
- 원 플로어 빌로우 - 라두 문틴
- 더 포스트맨즈 화이트 나잇츠 - 안드레이 콘찰로프스키
- 램스 - 그리무르 하코나르슨
- 리얼리티 - 쿠엔틴 듀피욱스
- 슬로우 웨스트 - 존 맥클린
- 슈퍼월드 - 칼 마르코빅스
- 테일 오브 테일즈 - 마테오 가로네
- 디브, 사막의 소년 - 나지 아부 노워
- 간신 - 민규동
- 익스카눌 - 자이로 부스타만테
- 원드러스 보카치오 - 파올로 타비아니 외1명
- 45 이어즈 - 앤드류 헤이

### 비평가 추천부문
- 올웨이즈 투게더 - 에바 토마노바
- 에이미 - 아시프 카파디아
- 다니엘즈 월드 - 베로니카 리스코바
- 엑소티카, 에로티카, 엑세트라 - 에반젤리아 라니오티
- The Gospel According to Brabenec - 미로슬라브 자넥
- 더 그리시 핸즈 프리처스 - 클레멘트 보베 외1명
- Long Live Hunting! - Jaroslav Kratochv�l
- My Friend Larry Gus - Vasilis Katsoupis
- 낫 올 이즈 비절 - 에르메스 파랄루엘로
- Through the Eyes of the Photographer - 마체 미낙
- wave vs. shore - Martin strba

### Inventura FF 부문
- 어보브 앤 빌로우 - 니콜라스 슈타이너
- 폭발 - 실라스 트조머카스
- The Ecstasy of Wilko Johnson - 줄리엔 템플
- 피델리오 - 루시 보리튜
- 굿나잇 마미 - 베로니카 프랜즈 외1명
- 더 레슨 - 크리스티나 그로제바 외1명
- 더 리퍼 - 즈보니미르 주릭
- 더 썸머 오브 상게일 - 앨런테 카바이테
- 스웨어 버진 - 라우라 비스푸리
- 빈센트 - 토마스 살바도르

### 프라하 단편영화제 부문
- The Greedy Tiffany - Andy Fehu
- 지구에 떨어진 사나이 - 니콜라스 로에그
- 가위 : 수면마비의 기억 - 로드니 에스쳐
- 스텅 - 베니 디에즈
- 도쿄 트라이브 - 소노 시온
- 더 위치 - 로버트 에거스
- 웜우드 - 키아 로취 터너

### 벨기에 영화 초점
- 카스트라츠 쿠일리스 - 라이티스 아벨
- 디서플린 - 크리스토프 M. 사베르
- 맛의 컬렉션 - 이고르 코빌린스키
- 첨 - 조런더 래그나손
- 어 밀리언 마일즈 어웨이 - 제니퍼 리더

### 신작부문 - 유망작
- 아라비안 나이트 - 볼륨 1, 더 레스트리스 원 - 미겔 고미쉬
- 아라비안 나이트 - 볼륨 2, 더 데솔레이트 원 - 미겔 고미쉬
- 아라비안 나이트 - 볼륨 3, 더 인챈티드 원 - 미겔 고미쉬
- 블랙스톤 - 노경태
- 어 브리젠드 스토리 - 제프 론드
- The Disappearing Illusionist - 바비 피어스
- Embrace of the Serpent - 치로 게라
- 더 폴링 - 캐롤 몰리
- 더 굴스 - 엘라 맨즈히바
- The Here After - 매그너스 본 혼
- 임프레션스 오브 어 드라운드 맨 - 키로스 파파바실리우
- 크리샤 - 트레이 에드워드 슐츠
- 램 - 야리드 젤레크
- 꿈보다 해몽 - 이광국
- Mediterranea - 조나스 카피그나노
- 머스탱 - 데니즈 겜즈 에르구벤
- 나이팅게일 - 엘리어트 레스터
- 디 아더 사이드 - 로베르토 미너비니
- 페팅 주 - 미카 매기
- 피오니어 히어로즈 - 나탈리아 쿠드리아쇼바
- 시바스 - 칸 무제시
- 슬리핑 자이언트 - 앤드류 시비디노
- 이것이 룰 - 오그넨 스빌리치츠
- 더 트레져 - 코르넬리우 포룸보이우
- 버진 마운틴 - 다구르 카리
- 워 - 사이먼 자크메

### 버라이어티지 선정 유럽 감독 10선
- Coach to Vienna - 카렐 카치나
- 프래니 - 앤드류 렌지

### Seven Close Encounters
- 무기력 증후군 - 키라 무라토바
- 꼬마 돼지 베이브 - 크리스 누난
- 순수의 순간 - 모흐센 마흐말바프
- 시 - 이창동
- 리피피 - 줄스 다신
- 악의 손길 - 오슨 웰즈

### 보더라인 필름: 최초 10년
- 뜨거운 오후 - 시드니 루멧
- Film Adventurer Karel Zeman - Tomas Hodan
- Film Spa - 미로슬라브 자넥
- 대부 2 - 프란시스 포드 코폴라
- 굿 리든스 - 프란시스 맨카이비츠
- 존 카제일의 재발견 - 리처드 쉐퍼드
- 죽음의 발명품 - 카렐 제만
- May Fairy Tale - Karel Anton
- Mise en scene with Arthur Penn (a conversation) - 아미르 나데리
- 중심가의 상점 - 얀 카다 외1명
- 숏 컷 - 로버트 알트만
- 호프만의 이야기 - 마이클 포웰 외1명
- 토스카의 입맞춤 - 다니엘 슈미트
- Variete - 이월드 앤드리 듀폰트

### 체코 영화
- Am I Dreaming of Others, Or Are Others Dreaming of Me? - 아리카와 시게오
- Back Track - 비르질 비트리히
- 금지된 방 - 가이 매딘 외1명
- Lost Case - 로만 스테티나
- 루시퍼 - 구스트 판 덴 베르게
- 자연사 박물관 - 제임스 베닝
- Nipomo - Marek Partys
- 오래된 유태인 묘지 - 세르히 로즈니차
- Orgy of the Devil and Other Forbidden Tapes of Ivan Cardoso - Ivan Cardoso
- oV - Martin Blazicek
- A Purpose - Luca Dipierro
- 산 시로 - 유리 안카라니
- 슬리핑 디스트릭트 - 티네 제너
- 더 - 빌리 로이즈 외1명
- 사물들 - 벤 리버스
- 12개의 이야기 - 요한 루프
- Vanishing Circuit - Shunsuke Hasegawa

### 레바논 영화
- 생선가게 막내 - 얀 발레즈
- Photographer - 이레나 파블라스코바
- Places - 라딤 스파첵
- 미스터 슈미트케 - 스테판 알트리슈테
- Sunrise Supervising - Pavel Gobl
- Three Brothers - 얀 스베락
- US 2 - Slobodanka Radun

### 헌정 부문
- e muet - Corine Shawi
- Out of Life - 마룬 배그다디
- 퍼펙트 데이 - 조아나 햇지토머스 외1명
- 슬립리스 나이츠 - 엘리아네 라헵
- 폭격 속에서 - 필립 아락팅기
- 더 밸리 - 가산 살하브
- 웨스트 베이루트 - 지아드 도에이리
- 웨어 두 위 고 나우? - 나딘 라바키

### 제리 샤츠버그 헌정
- 고양 - 라리사 셰피트코
- The Beginning of an Unknown Era - 라리사 셰피트코 외1명
- Heat - 라리사 셰피트코
- 윙스 - 라리사 셰피트코
- You and I - 라리사 셰피트코

### 피플 넥스트 도어
- 올 위 쉐어 - 제리 카를손
- Bird Hearts - Halfdan Ullmann Tondel
- The Border - Matyas Szabo
- 모든 것이 잘 될 거야 - 패트릭 볼라쓰
- Green Line - Martina Buchelova
- L'Offre - 모이라 피트라우드
- Peacock - 온드레이 후데첵
- 퍼디션 카운티 - 라파엘 크롬베즈
- Skunky Dog - James Fitzgerald
- 워싱토니아 - 콘스탄티나 캇츠마니